# Паротиды земноводных

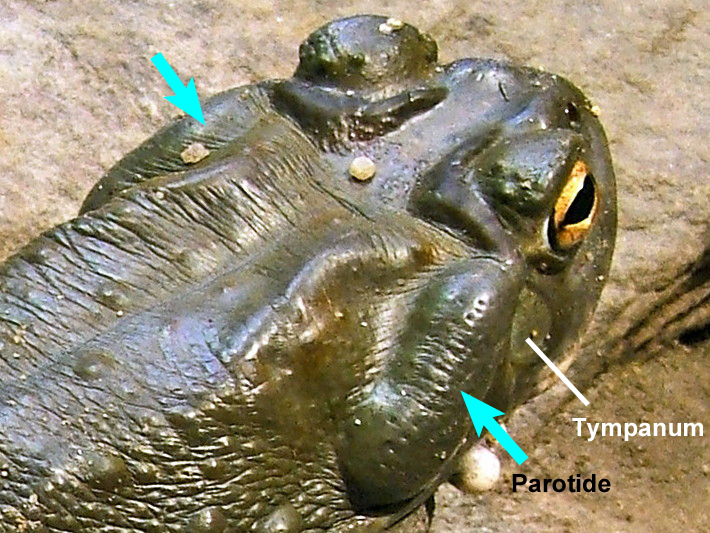
Паротиды колорадской жабы (показаны бирюзовой стрелкой)

Околоушная железа амфибий, или паротид, — парное скопление кожных желёз у земноводных в околоушной области, секретирующее буфотоксин. Производимые железами токсины служат для защиты как от врагов, так и от кожных паразитов. Особенно сильно паротиды развиты у саламандровых, которые могут при раздражении выпрыскивать ядовитое содержимое этих желез на значительное расстояние, откуда и возникла легенда о том, что саламандры тушат огонь.